# Сіннабе Ріса
Сіннабе Ріса  (яп. 理沙 新鍋, 11 липня 1990) — японська волейболістка, олімпійська медалістка.

## Виступи на Олімпіадах
| Олімпіада   | Дисципліна | Місце |
| ----------- | ---------- | ----- |
| Лондон 2012 | волейбол   | 3     |